# Brachymeria humilicrus
Brachymeria humilicrus is een vliesvleugelig insect uit de familie bronswespen (Chalcididae). De wetenschappelijke naam is voor het eerst geldig gepubliceerd in 1939 door Girault.